# Molino de Thea

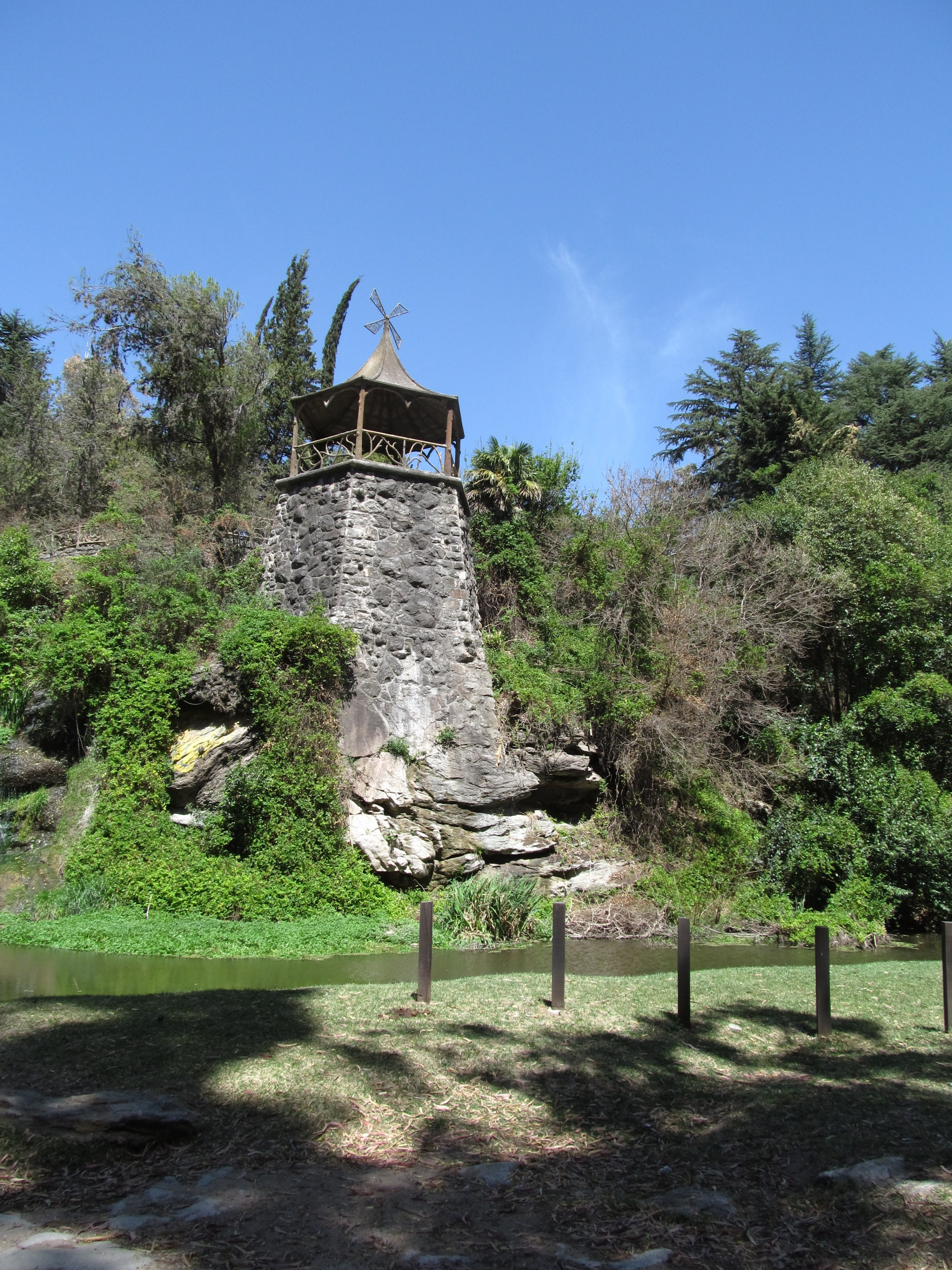
Molino de Thea.

Una de las principales atracciones turísticas de la localidad cordobesa de Villa Giardino es el Molino de Thea, una construcción de piedras que se encuentra a la vera del río Grande de Punilla.
A fines de 1800, el ingeniero italiano Miguel Thea, levantó un molino, sobre un antiguo molino de piedra construido en la época colonial, y que era utilizado por los españoles para la molienda de cereales que se cultivaban en las estancias adyacentes en los siglos XVIII y XIX, y al que le agregó una base de piedra en la que ubicó, en la parte superior, una pequeña cúpula de madera que servía de mirador.
En la actualidad no quedan vestigios del molino aunque todavía se puede admirar el mirador desde la margen opuesta del río.